# Путресцин
Путресцин или тетраметилендиамин или 1,4-диаминобутан или бутандиамин е вонящ полиаминен биогенен амин с емпирична химична формула NH2(СН2)4NH2. Той, заедно с кадаверин се произвежда при разграждането на аминокиселините в живите организми. И двете вещества са токсични в големи дози. Две съединения в основата и са отговорни за неприятната миризма на гниещата плът, както и за миризмата на лош дъх и бактериална вагиноза. Намерени са също в спермата и някои микроводорасли, заедно с молекулите на спермина и спермидина.

## История
Путресцинът и кадаверинът за първи път са описани през 1885 година в Берлинския лекар Лудвиг Бригера (1849 – 1919).

## Производство
Путресцинът се произвежда в промишлени мащаби чрез хидрогениране от сукцинонитрил, който се получава чрез добавяне на водороден цианид към акрилонитрил. Путресцинът се използва за производство на найлон. Той реагира с адипинова киселина до получаване на полиамида найлон 46, която се произвежда от DSM под търговската марка Stanyl. Биотехнологическото производство путресцина от възобновяеми суровини е обещаваща алтернатива на химичния синтез. Описан е метаболитно инженирания щам на ешерихия коли, която произвежда путресцина във висок титър в глюкозни минерални соли.

## Токсичност
Путресцин токсичен в големи дози. При плъхове той има ниска остра токсичност от 2000 мг/кг телесна маса, при която не се наблюдава вредно ефект ниво 2000 ppm (180 мг/кг тегло/ден).